# 시코탄군

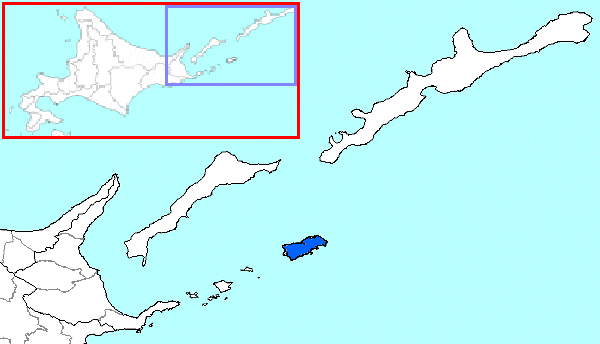
시코탄 군의 위치

시코탄군(일본어: 色丹郡)은 일본 홋카이도 네무로 지청에 있는 군이다. 원래는 '샤코탄'(斜古丹)으로 불렸으며, 이 이름은 아이누어의 '사크이베·코탄'(=여름의 장소, 지극히 둥근 곳)에서 온 말이다.
면적은 253.33 km2이고, 2010년 현재 이하의 1개 촌을 포함한다.
- 시코탄촌(色丹村)

이 지역은 러시아의 실질적인 지배 상태에 있다. 해당 지역의 영유권에 관한 자세한 것은 쿠릴 열도 및 쿠릴 열도 분쟁 항목 참조.

## 지리
시코탄섬 전체를 차지하고 서쪽은 시코탄 수도를 사이에 두고 하보마이 군도의 폴론스코고섬(일본명 다라쿠섬)과 마주본다. 섬은 백악기 후기의 지질로 침식에 의해 홋카이도 본섬으로부터 분리된 것으로 보인다. 이 때문에 비교적 완만한 산지·구릉으로 구성되고 샤코탄 만 등 천연의 양항을 가지고 있다.

## 역사
시코탄섬과 거기에 근접한 작은 섬들로 구성되고 중심 취락은 북단의 샤코탄(斜古丹) 지구로, 정사무소를 포함해 우체국, 출장소 등이 놓여졌고 포경 기지로서도 중요했다.
수산업이 중심이었지만 네무로시로의 조속한 출하가 곤란했기 때문에 가공품 생산이 중심이 되었다.
- 1884년 7월 11일 - 당시 무인도였던 시코탄섬에 슈무슈군의 지시마 아이누 91명을 정주시켜, 샤코탄촌(斜古丹村)으로 하였다.
- 1886년 1월 6일 - 태정관포고 제1호에 의해 네무로국 하나사키군의 일부로부터 지시마국 샤코탄군으로서 분립하였다.
- 1933년 10월 - 샤코탄촌이 시코탄촌으로 개칭되었다.
- 1945년 9월 1일 - 소련군 부대 600명이 샤코탄만에 상륙, 점령하였다.
- 1945년 9월 2일 - 일본 정부가 항복문서에 조인, 동시에 일반 명령 제1호에 의해 소련이 점령하게 되었다.
- 1947년 9월 - 남아 있던 주민들은 사할린섬으로 강제 이주된 후, 당시 일본을 통치하던 미 군정이 소련과 맺은 '소련지구 송환 미-소 잠정협정'(1946.11.27)에 따라 일본으로 송환되었다.
- 2010년 4월 1일 - ‘홋카이도 종합 진흥국 및 진흥국의 설치에 관한 조례’(2010년 3월 31일 공포)에 의해 네무로 진흥국 소속이 되었다.

## 같이 보기
- 말로쿠릴스코예